# العلاقات الفرنسية الميكرونيسية
العلاقات الفرنسية الميكرونيسية هي العلاقات الثنائية التي تجمع بين فرنسا وولايات ميكرونيسيا المتحدة.

## مقارنة بين البلدين
هذه مقارنة عامة ومرجعية للدولتين:
| وجه المقارنة                                              | فرنسا                                                    | ولايات ميكرونيسيا المتحدة |
| --------------------------------------------------------- | -------------------------------------------------------- | ------------------------- |
| المساحة (كم2)                                             | 643.80 ألف                                               | 702                       |
| عدد السكان (نسمة)                                         | 67.12 مليون                                              | 105.54 ألف                |
| الكثافة السكانية (ن./كم²)                                 | 104.26                                                   | 15.03 ألف                 |
| العاصمة                                                   | باريس                                                    | باليكير                   |
| اللغة الرسمية                                             | لغة فرنسية                                               | لغة إنجليزية              |
| العملة                                                    | يورو، فرنك س ف ب، فرنك فرنسي، Livre tournois ‏            | دولار أمريكي              |
| الناتج المحلي الإجمالي (بليون دولار)                      | 2.58 تريليون                                             | 336.43 مليون              |
| الناتج المحلي الإجمالي (تعادل القوة الشرائية) بليون دولار | 2.87 تريليون                                             | 365.27 مليون              |
| الناتج المحلي الإجمالي الاسمي للفرد دولار أمريكي          | 36.20 ألف                                                | 3.02 ألف                  |
| الناتج المحلي الإجمالي للفرد دولار أمريكي                 | 39.33 ألف                                                |                           |
| مؤشر التنمية البشرية                                      | 0.888                                                    | 0.640                     |
| رمز المكالمات الدولي                                      | +33                                                      | +691                      |
| رمز الإنترنت                                              | .fr، .bzh ‏، .tf، .re، .wf، .yt، .pm، .paris              | .fm                       |
| المنطقة الزمنية                                           | أوروبا/باريس ‏، توقيت وسط أوروبا، توقيت وسط أوروبا الصيفي |                           |

## منظمات دولية مشتركة
يشترك البلدان في عضوية مجموعة من المنظمات الدولية، منها:
| علم المنظمة | اسم المنظمة                               | تاريخ انضمام فرنسا | تاريخ انضمام ولايات ميكرونيسيا المتحدة |
| ----------- | ----------------------------------------- | ------------------ | -------------------------------------- |
|             | بنك التنمية الآسيوي                       | 1970               | 1990                                   |
|             | مؤسسة التنمية الدولية                     | 30 ديسمبر 1960     | 24 يونيو 1993                          |
|             | يونسكو                                    | 4 نوفمبر 1946      | 19 أكتوبر 1999                         |
|             | وكالة ضمان الاستثمار متعدد الأطراف        | 28 ديسمبر 1989     | 11 أغسطس 1993                          |
|             | الأمم المتحدة                             | 24 أكتوبر 1945     | 17 سبتمبر 1991                         |
|             | البنك الدولي للإنشاء والتعمير             | 27 ديسمبر 1945     | 24 يونيو 1993                          |
|             | الاتحاد الدولي للاتصالات                  | 1866               | 18 مارس 1993                           |
|             | منظمة حظر الأسلحة الكيميائية              | ?                  | ?                                      |
|             | مؤسسة التمويل الدولية                     | 20 يوليو 1956      | 24 يونيو 1993                          |
|             | المركز الدولي لتسوية المنازعات الاستشارية | 20 سبتمبر 1967     | 24 يوليو 1993                          |

## وصلات خارجية
- موقع وزارة الخارجية الفرنسية